# 4 marmittoni alle grandi manovre
4 marmittoni alle grandi manovre è un film comico del 1974 diretto da Marino Girolami.

## Trama
Quattro marmittoni di estrazione sociale diversa (un raccomandato 
figlio di papà napoletano, un abile borseggiatore romano, uno pseudomafioso siciliano ed un rozzo pastore burino) fanno amicizia in una caserma durante il servizio di leva e cominciano a combinarne di tutti i colori, sottoposti agli ordini di alcuni superiori bizzarri e fanfaroni. Nonostante gli strilli troppo bruschi, dittatoriali e autoritari di un sergente sardo, l'incapacità e l'inettitudine dimostrata dai quattro in maniera spesso tragicomica, arriva il momento del riscatto. I quattro vengono infatti impegnati nelle "grandi manovre", dove dovranno confrontarsi con gli eserciti anglobritannici, nordamericani, tedeschi e francesi, e dove, contro ogni pronostico, avranno la meglio.

## Curiosità
- Il regista Marino Girolami appare nei titoli del film accreditato come Franco Martinelli.
- Al termine del film compaiono gli attori protagonisti che sottolineano che il film "è stato tutto uno scherzo" e "abbiamo giocato", in un evidente tentativo di evitare censure ed accuse di vilipesa autorità delle forze armate.